# 84884 Dorismcmillan
84884 Dorismcmillan este un asteroid din centura principală de asteroizi.

## Descriere
84884 Dorismcmillan este un asteroid din centura principală de asteroizi. A fost descoperit pe 23 martie 2003 în cadrul proiectului CSS. Asteroidul prezintă o orbită caracterizată de o semiaxă mare de 3,23 ua, o excentricitate de 0,08 și o înclinație de 13,3° în raport cu ecliptica.